# بدنت رو تکون بده (ترانه سیا)
بدنت رو تکون بده (انگلیسی: Move Your Body) نام ترانه‌ای از سیا است که در ژانویه ۲۰۱۷ و به عنوان چهارمین تک‌آهنگ از هفتمین آلبوم استودیویی سیا یعنی «این اداست»، منتشر شد 